# Schloss Hastenbeck

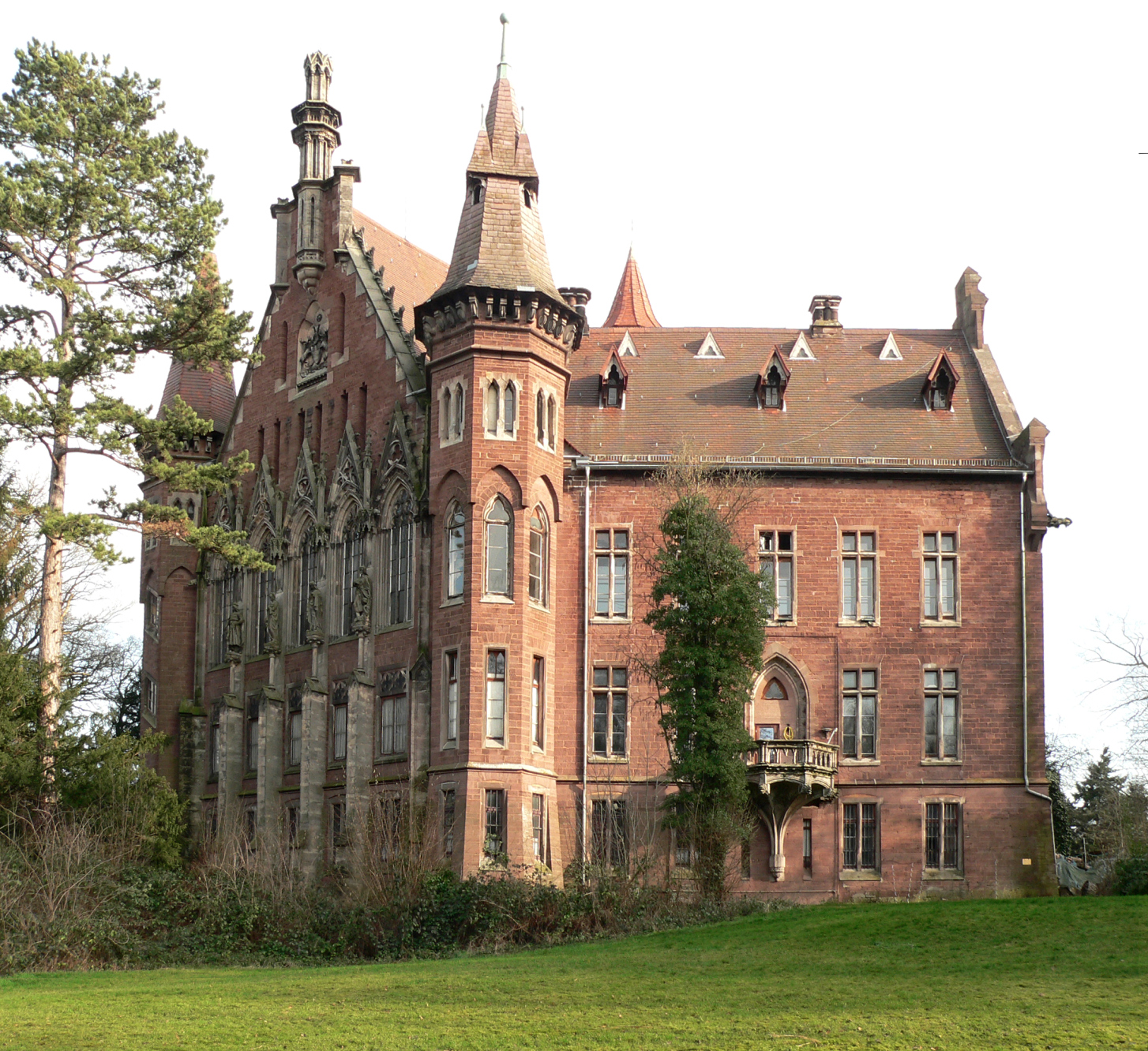
Schloss Hastenbeck

Das Schloss Hastenbeck ist ein zwischen 1862 und 1869 von Adelbert Hotzen im neugotischen Stil errichtetes Herrenhaus in Hastenbeck in Niedersachsen.

## Vorgängeranlagen
Am Standort des heutigen Schlosses Hastenbeck gab es mehrere Vorgängeranlagen. Über die Gestalt der ersten Befestigungsanlage, eine Wasserburg aus dem 13. Jahrhundert, existieren keine Aufschlüsse. Nach dem Verkauf 1618 an Arnd von Wopersnow errichtete er neben der alten Burg die Wobersnow als modernen Festungsbau, der 1633 im Dreißigjährigen Krieg zerstört wurde. 1635 wurde nördlich der zerstörten Festung ein Herrenhaus errichten, das später für den Bau von Schloss Hastenbeck abgerissen wurde.

## Baubeschreibung
Beim heutigen Schloss Hastenbeck handelt es sich um einen zweiflügeligen Bau mit breiten Giebelfronten und einem hohen Dach. Die beiden Gebäudeflügel sind durch einen Mittelbau und einen wuchtigen Treppenturm verbunden. Der Treppenturm weist ein großes Rundfenster mit einer kunstvollen Fensterrose auf. Das denkmalgeschützte Schloss wurde aus rotem Keupersandstein erbaut, der von der nahe gelegenen Erhebung der Obensburg im Schecken stammt.

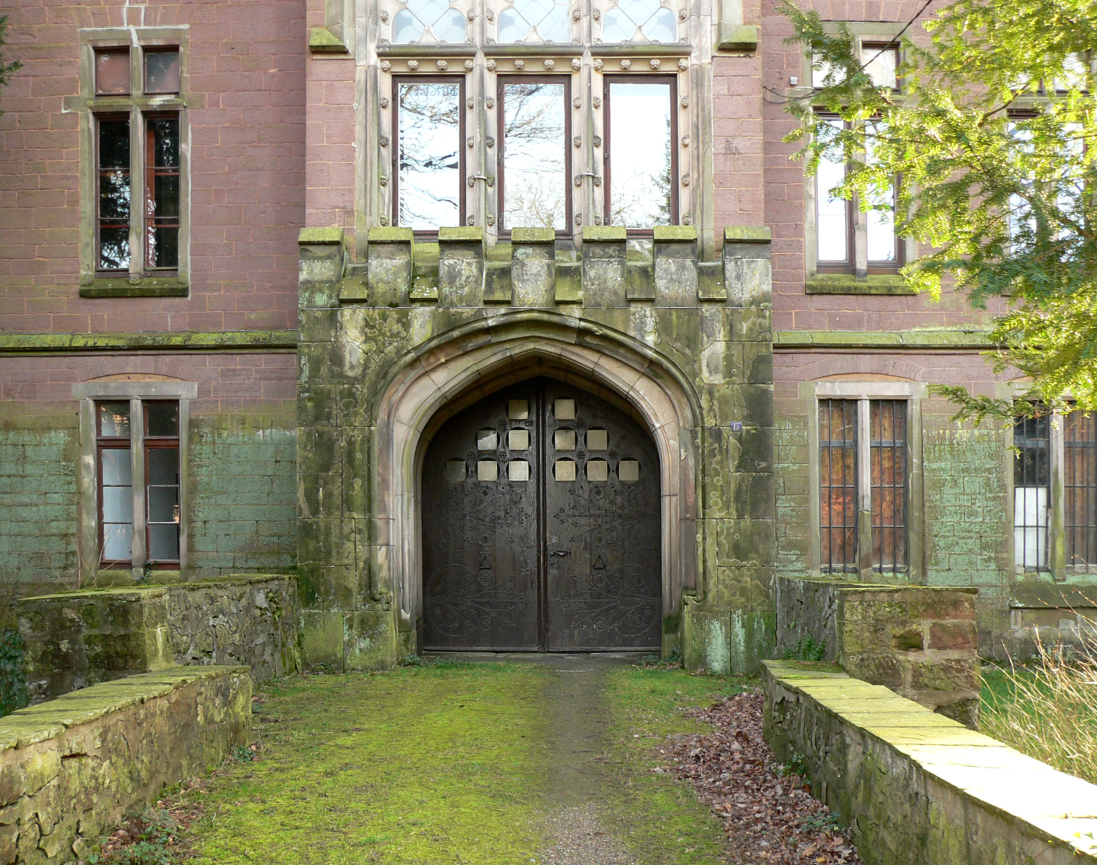
Eingang
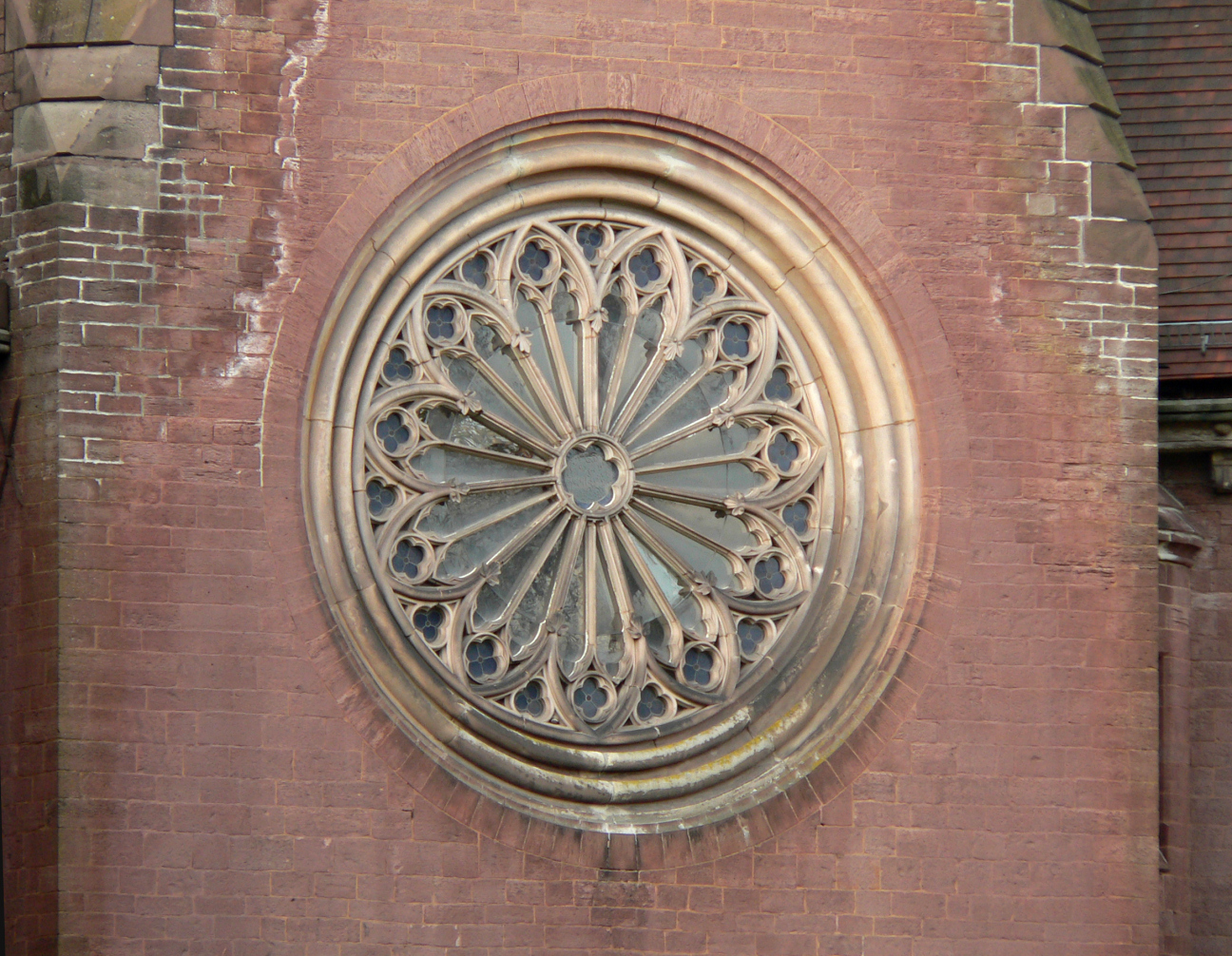
Fensterrose im Treppenturm
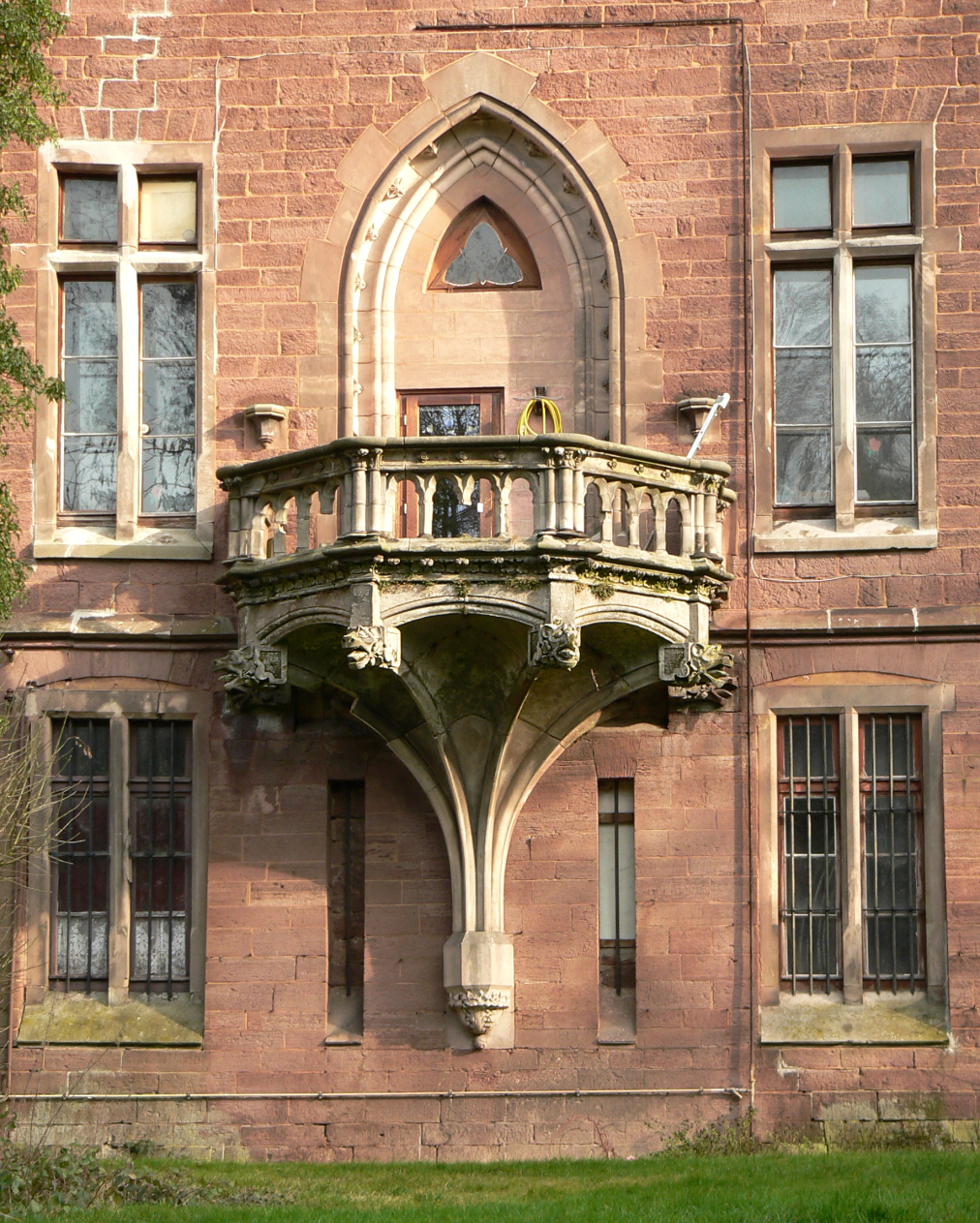
Balkon
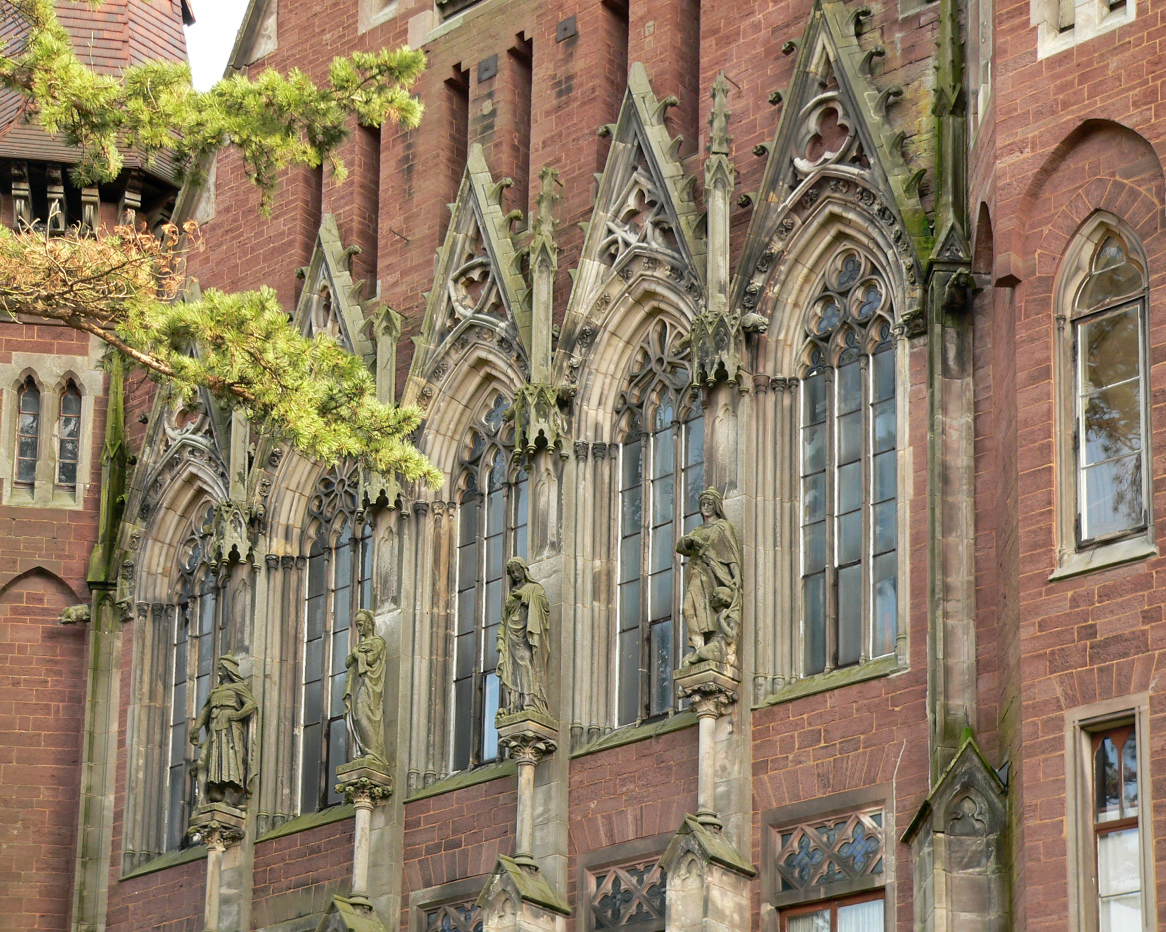
Fassadenschmuck

## Schlosspark

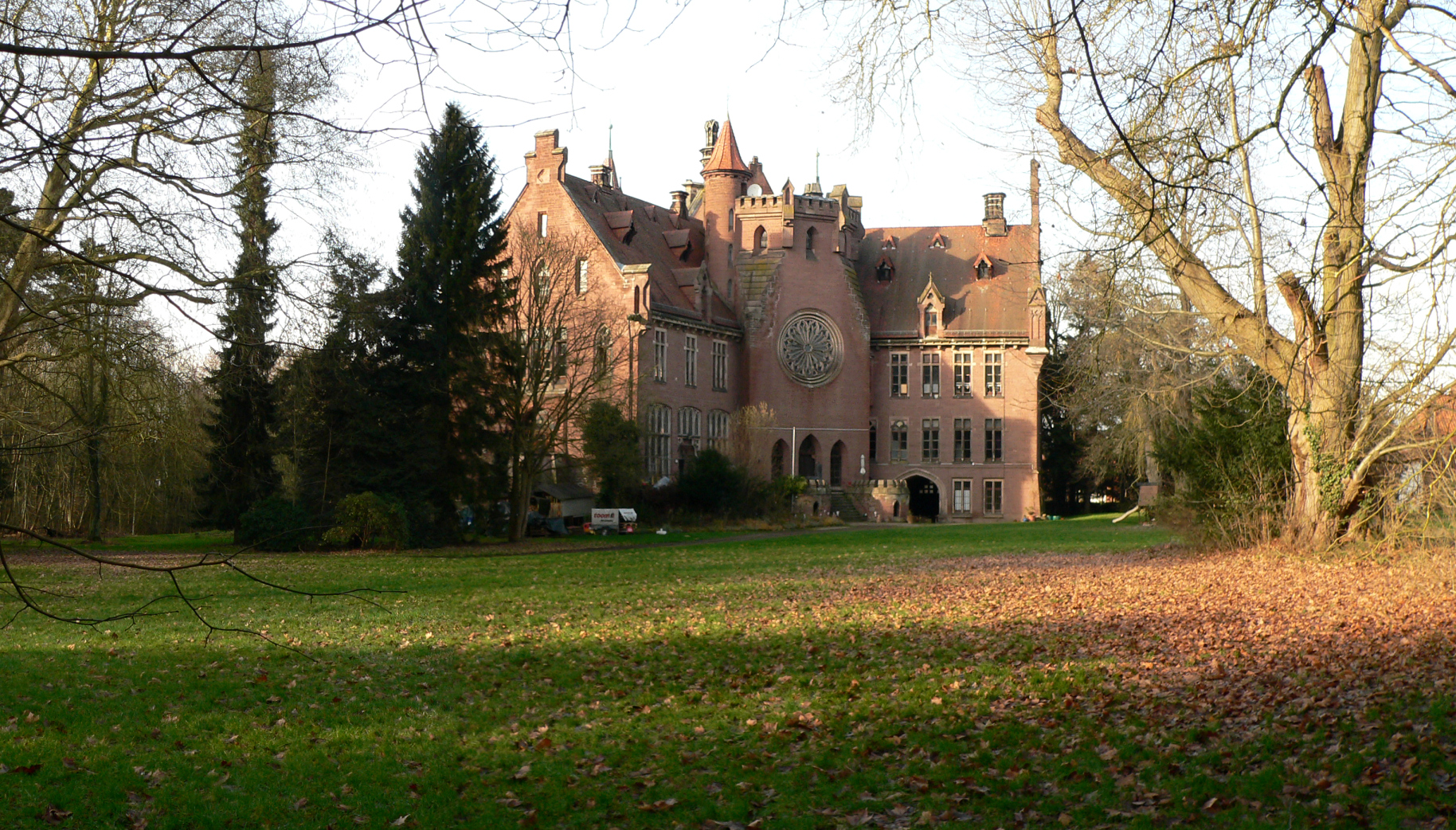
Schlosspark

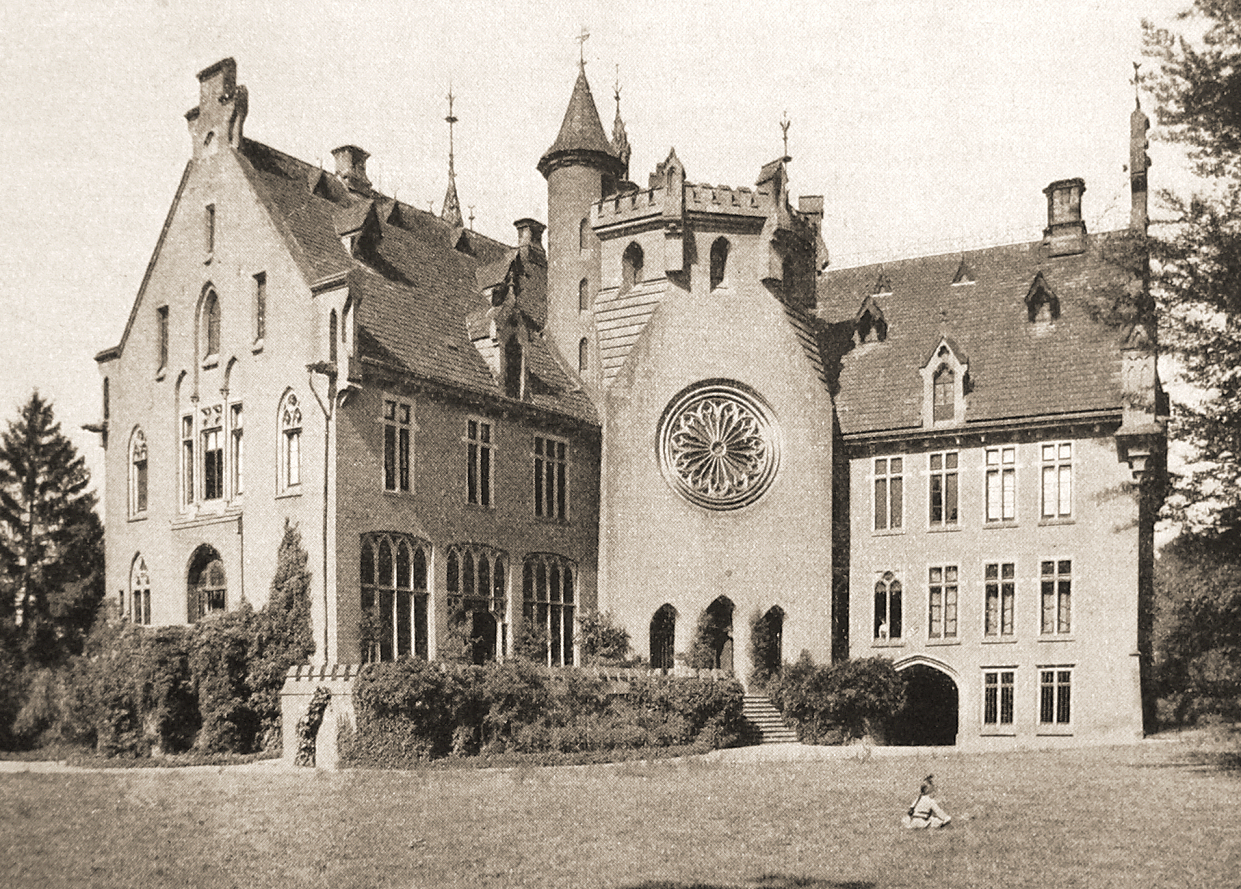
Das Schloss um 1912

Der heute stark verwilderte und mit Bäumen bestandene Schlosspark beginnt an der Rückseite des Schlosses mit einer weitläufigen Rasenfläche. Der Park ging aus einer im 18. Jahrhundert entstandenen Gartenanlage mit Obst- und Gemüsegärten hervor. Anfang des 19. Jahrhunderts wurden die Gärten in einen Landschaftspark umgewandelt, in den die Reste einer im 17. Jahrhundert entstandenen Festungsanlage einbezogen wurden. Davon sind noch Erdwälle, Mauern und Eckbastionen vorhanden.

## Geschichte
Das Schloss steht auf dem Gelände des im 13. Jahrhundert erstmals erwähnten Ritterguts Hastenbeck. Ursprünglich war dies ein Burgbesitz der uradeligen Ritter von Hastenbeke (später Hastenbeck). Die Herren von Hastenbeck erscheinen erstmals 1197 in den Quellen und saßen wohl schon damals auf der dortigen Burg. 1228 besaßen Hermann und Arnold von Hastenbeck die Burg von den Grafen von Everstein zum Lehen. Durch den Tod von Hartung von Hastenbeck im Jahre 1550 erlosch das Geschlecht, die Wasserburg ging zunächst an die Herren von Saldern und später an die Herren von Münchhausen. 1618 verkauften die Herzöge von Braunschweig-Lüneburg das Schloss an Arnd von Wopersnow. Neben der alten Burg wurde ein moderner Festungsbau, die Wobersnow, errichtet. 1633 wurde die Festung im Dreißigjährigen Krieg durch die Truppen Tillys zerstört und an die Herren von Reden verkauft, die 1639 die herzogliche Belehnung erhielten. Diese ließen 1635 auf dem Gut nördlich der Festung ein Herrenhaus errichten. Im Jahr 1757 befand sich in diesem Bereich das Zentrum der rund 6 km langen Verteidigungslinie der hannoverschen Truppen in der Schlacht bei Hastenbeck. Später wurde das alte Herrenhaus zugunsten des bis 1869 an seiner Stelle erbauten Schlosses abgerissen.
Im Jahr 1952 zerstörte ein Brand die Wirtschaftsgebäude des Schlosses. 1954 errichtete die Familie von Reden auf dem Gelände ein neues Wohnhaus mit Wirtschaftsgebäuden. 1965 diente das Schloss mit seinem Park als Filmkulisse für Außenaufnahmen des Edgar-Wallace-Films Der unheimliche Mönch. Heute steht das Schloss im Besitz eines Nachfahren der Familie von Reden und wird als Wohngebäude genutzt.